# Bzenica
Bzenica é um município da Eslováquia localizado no distrito de Žiar nad Hronom, região de Banská Bystrica.

## Demografia
| Ano:        | 1994 | 2004   | 2014   | 2024   |
| ----------- | ---- | ------ | ------ | ------ |
| Broj ljudi: | 595  | 546    | 591    | 646    |
| Razlika:    |      | -8,23% | +8,24% | +9,30% |

| Ano:               | 2023 | 2024   |
| ------------------ | ---- | ------ |
| Número de pessoas: | 644  | 646    |
| Diferença:         |      | +0,31% |